# 1955 na informática

## Nascimentos
| Data            | Nome            | Profissão                       | Nacionalidade  | Observações | Ref |
| --------------- | --------------- | ------------------------------- | -------------- | ----------- | --- |
| 24 de fevereiro | Steve Jobs      | um dos fundadores da Apple Inc. | Estados Unidos | m. 2011     |     |
| 8 de Junho      | Tim Berners-Lee | inventor da World Wide Web      | Reino Unido    |             |     |
| 28 de outubro   | Bill Gates      | fundador da Microsoft           | Estados Unidos |             |     |

## Mortes
| Data        | Nome            | Profissão                | Nacionalidade            | Observações | Ref |
| ----------- | --------------- | ------------------------ | ------------------------ | ----------- | --- |
| 18 de abril | Albert Einstein | inventores do computador | Alemanha/ Estados Unidos | n. 1879     |     |